# Гріневерс (Північна Кароліна)
Гріневерс (англ. Greenevers) — місто (англ. town) в США, в окрузі Даплін штату Північна Кароліна. Населення — 567 осіб (2020).

## Географія
Гріневерс розташований за координатами 34°49′37″ пн. ш. 77°55′28″ зх. д. / 34.82694° пн. ш. 77.92444° зх. д. (34.827083, -77.924569).  За даними Бюро перепису населення США в 2010 році місто мало площу 4,06 км², уся площа — суходіл.

## Демографія
Згідно з переписом 2010 року, у місті мешкали 634 особи в 242 домогосподарствах у складі 165 родин. Густота населення становила 156 осіб/км².  Було 286 помешкань (70/км²).
Расовий склад населення:
| - 81,9 % — чорних або афроамериканців - 8,5 % — білих - 0,2 % — азіатів - 7,9 % — осіб інших рас |

До двох чи більше рас належало 1,6 %. Частка іспаномовних становила 8,7 % від усіх жителів.
За віковим діапазоном населення розподілялося таким чином: 27,6 % — особи молодші 18 років, 59,9 % — особи у віці 18—64 років, 12,5 % — особи у віці 65 років та старші. Медіана віку мешканця становила 34,3 року. На 100 осіб жіночої статі у місті припадало 83,8 чоловіків;  на 100 жінок у віці від 18 років та старших — 79,3 чоловіків також старших 18 років.
Середній дохід на одне домашнє господарство  становив 33 175 доларів США (медіана — 26 042), а середній дохід на одну сім'ю — 39 940 доларів (медіана — 29 833). За межею бідності перебувало 39,1 % осіб, у тому числі 53,8 % дітей у віці до 18 років та 48,2 % осіб у віці 65 років та старших.
Цивільне працевлаштоване населення становило 279 осіб. Основні галузі зайнятості: освіта, охорона здоров'я та соціальна допомога — 32,3 %, виробництво — 16,1 %, роздрібна торгівля — 9,3 %, сільське господарство, лісництво, риболовля — 9,3 %.